# Kämpfelbach
Kämpfelbach település Németországban, azon belül Baden-Württembergben. Lakosainak száma 6468 fő (2023. december 31.).

## Népesség
A település népessége az elmúlt években az alábbi módon változott:
| Lakosok száma | 4648 | 5213 | 5545 | 5527 | 5626 | 5955 | 6072 | 6162 | 6256 | 6468 |
|               | 1961 | 1967 | 1974 | 1980 | 1987 | 1993 | 2000 | 2006 | 2013 | 2023 |